# Чиж, Александр Викторович
Александр Викторович Чиж (бел. Аляксандр Віктаравіч Чыж; род. 10 февраля 1997, Берёза, Брестская область) — белорусский футболист, защитник дзержинского «Арсенала».

## Клубная карьера

### «Динамо» Минск
Футболом начал заниматься в 10 лет в своём родном городе Берёза. Первый тренер — Дмитрий Сергеевич Абакумов. Через три года перебрался в академию столичного «Динамо». В 2014 году начал выступать за дубль команды. 10 мая 2017 года дебютировал за основной состав в дерби с «Минском», выйдя в стартовом составе и проведя на поле все 90 минут.

#### Аренда в «Нафтан»
В июле 2017 перешёл на правах аренды до конца сезона в «Нафтан» из Новополоцка для получения игровой практики. Первую игру за новую команду провёл 31 июля в гостевой игре со «Слуцком», выйдя с первых минут. 15 октября в игре с «Минском» Чижа выпустили на поле на 56-й минуте вместо нигерийца Абдулазиза Лаваля, а на 3-й компенсированной к основному времени матча он забил гол. По итогам сезона на счету защитника было 13 игр и один забитый мяч. «Нафтан» занял последнюю строчку в турнирной таблице и вылетел в Первую лигу.

#### Возвращение в «Динамо»
По окончании аренды Чиж вернулся в «Динамо», но из-за многочисленных травм и повреждений практически не играл. 11 июля 2019 года дебютировал в еврокубках, проведя оба матча в рамках первого квалификационного раунда Лиги Европы с латвийской «Лиепаей». По итогам двухматчего противостояния белорусский клуб уступил сопернику. 11 августа в дерби с «Минском» забил свой первый гол за бело-синих. После подачи с угла поля Валерия Кичина Чиж удачно подставил голову и переправил мяч в сетку ворот, принеся тем самым в компенсированное время своей команде победу со счётом 3:2. В 2019—2020 годах преимущественно играл за дубль, редко появлялся в основной команде, при этом много пропускал из-за травм.

#### Аренда в «Туран»
В марте 2021 года перешёл в казахстанский «Туран» на правах аренды. Сначала преимущественно оставался на скамейке запасных, а с лета закрепился в стартовом составе. По окончании аренды Чиж вернулся в «Динамо», однако покинул его по истечении контракта.

### «Торпедо-БелАЗ»
В январе 2022 года присоединился к жодинскому «Торпедо-БелАЗ». Дебютировал за клуб 9 марта 2022 года в матче Кубка Беларуси против борисовского БАТЭ. В ответной встрече 13 марта 2022 года борисовский клуб оказался сильнее и футболист вместе с клубом окончил выступление за кубок на стадии четвертьфинала. Первый матч в Высшей Лиге сыграл 19 марта 2022 года против гродненского «Немана». Дебютный гол за клуб забил 16 апреля 2022 года в матче против дзержинского «Арсенала». Закрепиться в клубе по ходу сезона у футболиста не вышло, оставаясь игроком замены. Всего за клуб сыграл 14 матчей во всех турнирах, в которых отличился забитым голом.
В январе 2023 года футболист продлил контракт с «Торпедо-БелАЗ». Первый матч сыграл 4 марта 2023 года в рамках Кубка Беларуси против солигорского «Шахтёра», отличившись забитым голом. Вышел в полуфинал Кубка Беларуси, победив в ответном четвертьфинальном матче 11 марта 2023 года солигорский клуб. Первый матч в чемпионате сыграл 18 марта 2023 года против брестского «Динамо». По итогу полуфинальных матчей Кубка Беларуси обыграл мозырскую «Славию» и вышел в финал. Стал обладателем Кубка Беларуси, где в финале 28 мая 2023 года одержал победу над борисовским БАТЭ. В июле 2023 года футболист вместе с клубом отправился на квалификационные матчи Лиги конференций УЕФА. Первый матч в рамках еврокубкового турнира сыграл 27 июля 2023 года против кипрского клуба АЕК. По итогу ответного матча кипрский АЕК по сумме матчей оказался сильнее и вышел в следующий раунд. По итогу сезона футболист вместе с клубом стал бронзовым призёром чемпионата. В декабре 2023 года появилась информация, что футболист покидает жодинский клуб. В январе 2024 года футболист официально покинул жодинский клуб по окончании срока действия контракта.

### «Славия-Мозырь»
В январе 2024 года футболист проходил просмотр в мозырской «Славии». Вскоре футболист официально присоединился к мозырскому клубу. Дебютировал за клуб футболист 15 марта 2024 года в матче против могилёвского «Днепра», выйдя на поле в стартовом составе.

## Карьера в сборной
Выступал за юношеские и молодёжные сборные Беларуси.

## Личная жизнь
Старший брат Максим — также футболист, выступает на позиции полузащитника.

## Достижения
«Торпедо-БелАЗ»
- Обладатель Кубка Беларуси: 2022/23

## Статистика выступлений

### Клубная статистика
| Выступление      | Выступление      | Выступление      | Лига | Лига | Кубки | Кубки | Конт. кубки | Конт. кубки | Итого | Итого |
| Клуб             | Лига             | Сезон            | Игры | Голы | Игры  | Голы  | Игры        | Голы        | Игры  | Голы  |
| ---------------- | ---------------- | ---------------- | ---- | ---- | ----- | ----- | ----------- | ----------- | ----- | ----- |
| Динамо (Минск)   | Высшая лига      | 2017             | 1    | 0    | 1     | 0     | 0           | 0           | 2     | 0     |
| Динамо (Минск)   | Высшая лига      | 2018             | 5    | 0    | 1     | 0     | 0           | 0           | 6     | 0     |
| Динамо (Минск)   | Высшая лига      | 2019             | 8    | 2    | 1     | 0     | 2           | 0           | 11    | 2     |
| Динамо (Минск)   | Высшая лига      | 2020             | 1    | 0    | 1     | 0     | 0           | 0           | 2     | 0     |
| Динамо (Минск)   | Итого            | Итого            | 15   | 2    | 4     | 0     | 2           | 0           | 21    | 2     |
| Нафтан           | Высшая лига      | 2017             | 13   | 1    | 0     | 0     | 0           | 0           | 13    | 1     |
| Нафтан           | Итого            | Итого            | 13   | 1    | 0     | 0     | 0           | 0           | 13    | 1     |
| Туран            | Высшая лига      | 2021             | 13   | 1    | 5     | 0     | 0           | 0           | 18    | 1     |
| Туран            | Итого            | Итого            | 13   | 1    | 5     | 0     | 0           | 0           | 18    | 1     |
| Всего за карьеру | Всего за карьеру | Всего за карьеру | 41   | 4    | 9     | 0     | 2           | 0           | 52    | 4     |